# 谷神領二
谷神 領二（やがみ りょうじ、1978年（昭和53年）12月19日 - ）は、日本のミュージシャン、シンガーソングライターである。

## 人物
広島県広島市出身。身長175cm。血液型A型。無所属。
本名：佐藤 領史（さとう りょうじ）
2005年 元フォーライフ・レコードの宣伝部長、Bio-GX 代表の谷川 實堂氏が命名、アーティスト名を『谷神領ニ』として活動を開始。
2013年 ゲームアプリ『時凪る部屋～哲平編～』エンディング作詞・歌収録。
2014年 スキンケアnesno 10th Anniversary コンピレーションアルバム（Nesno 10th Anniversary Balance Music）参加。同10周年イベント南青山CAYにて、天倉正敬、三浦ジャイ剛、ながじぃ、nonnoをメンバーに演奏。
2015年 新宿ゴールデン街 桜祭り『第一回 花園スター誕生！』グランプリ受賞。
代表曲『桜人』、『東京タワー』、『虹の彼方に』など。

## 学歴
- 広島県立高陽東高等学校卒業

## ジャンル
ロック、J-POP、昭和歌謡

## 担当楽器
ボーカル、ギター

## 活動履歴
- 1999年より活動するシンガーソングライター。
- 2001年 ex子供バンド(KODOMO BAND)のギタリスト、谷平こういち(タニヘイ)氏プロデュースのもと、当時所属していたバンド『ジャンバラヤ』でNOISE OPERA RECORDSより全国CDデビュー。

北海道から広島県までリリースツアーを行う。
- 2010年 ジャンバラヤ解散の後、バンド『東京キネマ』とユニット『SWAN DIVE』に参加。

楽曲のほぼ作詞・作曲を担当する。
- 2011年 Vシネマ『妖怪川姫みずさ～捕まらない殺人鬼篇～』ウンノヨウジ監督作品にて東京キネマ『優しい気持ち』がエンディングにタイアップ。

原宿での舞台挨拶ではアンプラグドで披露。
- 2012年 島村楽器主催、恵比寿ザ・ガーデンホールで行われた『HOTLINE 2012』東京キネマで東京エリアファイナルへ進出するも落選。
- 2013年 東京キネマ、SWAN DIVE 解散、ソロ活動となる。
- 2014年 Ustream番組『れなふじなきち』へ出演。シンガーソングライターのLife-Likeと俳優の光山文章が司会。タレントのちはるや俳優の今井孝祐などをゲストに迎え、200回の放送をもって終了。

スキンケアコスメnesno 10th Anniversary コンピレーションアルバム "balance musics" に参加。その他アーティスト(スポンジノアカ、HANABOY、など)。
同10周年イベント南青山CAYにて、三浦ジャイ剛、ながじぃ、nonno、そして小学から高校までの同級生、天倉正敬をサポートメンバーに演奏。
- 2015年 新宿ゴールデン街 桜祭り『第一回 花園スター誕生！』楽曲『桜人』でグランプリを受賞。

バンド『ザ・パーマネンツ』のサポート演奏でYOUNG RECORDS から『桜人』をリリース。

## ディスコグラフィー

### シングル
| 枚 | タイトル       | 発売年 | 備考                                                 |
| -- | -------------- | ------ | ---------------------------------------------------- |
| 1  | 戦～ikusa～    | 2001年 | NOISE OPERA RECORDS                                  |
| 2  | 桜人           | 2011年 | 自主レーベル                                         |
| 3  | 夏風           | 2011年 | 自主レーベル                                         |
| 4  | 蒼草～aokusa～ | 2013年 | 自主レーベル                                         |
| 5  | バランス       | 2014年 | "nesno 10th Anniversary Balance Music" INDIAN SUMMER |
| 6  | 桜人           | 2015年 | YOUNG RECORDS                                        |

## ゲスト出演
- 2000年 NHKさいたま放送局 ラジオ番組
- 2001年 BS朝日 番組『原宿ロンチャーズ(Harajukuロンチャーズ)』
- 2003年 NACK5(エフエムナックファイブ) ラジオ番組『MUSIC_CHALLENGER(ミュージックチャレンジャー)』グランプリ受賞出演。
- 2010年 浦和REDS WAVE(CityFMさいたま) ラジオ番組『おひさまロケット』
- 2017年 レインボータウンFM( レインボータウンFM ) ラジオ番組『羽純&YUKKIYのColoful Happy Life』

## レーベル
- NOISE OPERA RECORDS (2001 - )
- INDIAN SUMMER (2014 - )
- YOUNG RECORDS (2015 - )